# Shubra El-Khema
Shubra El-Khema in arabo شبرا الخيمة‎?, Šubrā al-H̱aymah (o Shubra al-Khaymah) è la quarta città dell'Egitto per popolazione. Si trova nel Governatorato di Qaliubia a nord del Cairo e fa parte del suo agglomerato urbano (Gran Cairo). La città è abitata principalmente da lavoratori e dalle loro famiglie, che lavorano nelle fabbriche circostanti, e costituisce la grande espansione del Cairo verso nord.